# 'Masechele Caroline Ntseliseng Khaketla
'Masechele Caroline Ntseliseng Ramolahloane Khaketla, nacida en 1918 y fallecida en 2012, fue una escritora y profesora lesotense. Fue la primera mujer de Lesoto en publicar y defender la literatura en lengua africana.

## Biografía
Nació en 1918 en el distrito de Berea. Recibió su primera educación en Liphiring y Siloe, en el distrito de Mohale's Hoek. Fue estudiante en Morija de 1933 a 1935 y más tarde se convirtió en la primera mujer de sotho que estudió en la Universidad de Fort Hare, en Sudáfrica. Fue la primera mujer de Basutolandia en graduarse en la universidad.
A continuación, enseñó en el Lovedale Missionary Institute, también en Sudáfrica. Después regresó a Lesoto para enseñar en varias escuelas y conoció a su marido, Bennett Makalo Khaketla, un profesor que también era escritor y activista político. Ambos eran profesores en el instituto de Basutolandia, en Maseru. Pero su marido fue despedido por su actividad política y obligado a exiliarse. Se establecieron en Sudáfrica de 1950 a 1953. A su regreso a Lesoto, en 1953, retomó la enseñanza en la Basutoland High School. A finales de la década de 1950, ella y otros profesores crearon una escuela primaria experimental llamada Iketsetseng (es decir, “hazlo tú mismo”), que llegó a tener más de 1000 alumnos en 1988. Entre los alumnos de esta escuela se encontraban 'Mamohato (posteriormente esposa del rey Moshoeshoe II), y su hijo David Mohato Bereng Seeiso que se convirtió en el rey Letsie III. Ella también se dedicó a escribir. Siguió enseñando hasta 1984. Tuvo seis hijos de su matrimonio, entre ellos una hija, 'Mamphono Khaketla, política y ministra lesotense.
Formó parte del Consejo universitario de la universidad nacional de Lesoto y de la Oficina nacional de planificación del gobierno de Lesoto. Participó activamente en el Comité especial sobre la condición de la mujer en el seno de la Comisión de reforma legislativa de Lesoto. Participó activamente en asociaciones vinculadas a la Iglesia anglicana. En 1983, Masechele fue la primera sotho en recibir un doctorado honorífico en literatura del Consejo nacional de planificación del gobierno de Lesoto. Además, en 1997 fue galardonada con el premio Gold Record of Achievement del American Bioggraphical Institute por su contribución al campo de la literatura.
Su marido murió en 2000. Ella murió el 13 de agosto de 2012 y fue enterrada el 22 de agosto.

## Obras literarias
Durante la segunda mitad del siglo XX, escribió más de diez obras: colecciones de poesía, dramas y cuentos. Defensora de la literatura en lengua africana, sus obras están escritas en sesoto. Sus obras de teatro se publicaron a partir de 1954 (Mosali eo u 'neileng eena o, en español, La mujer que me diste, título tomado del libro del Génesis (3:13): «La mujer que me diste, es la que me dio fruta del árbol») en 1998 (Khotsoaneng) Su primera colección de poesía apareció en 1963, y se tituló Mantsopa. Fue publicada por la Oxford University Press. El último, Maoelana a hlompho, se publicó en 2002.